# Stazione di Piadena

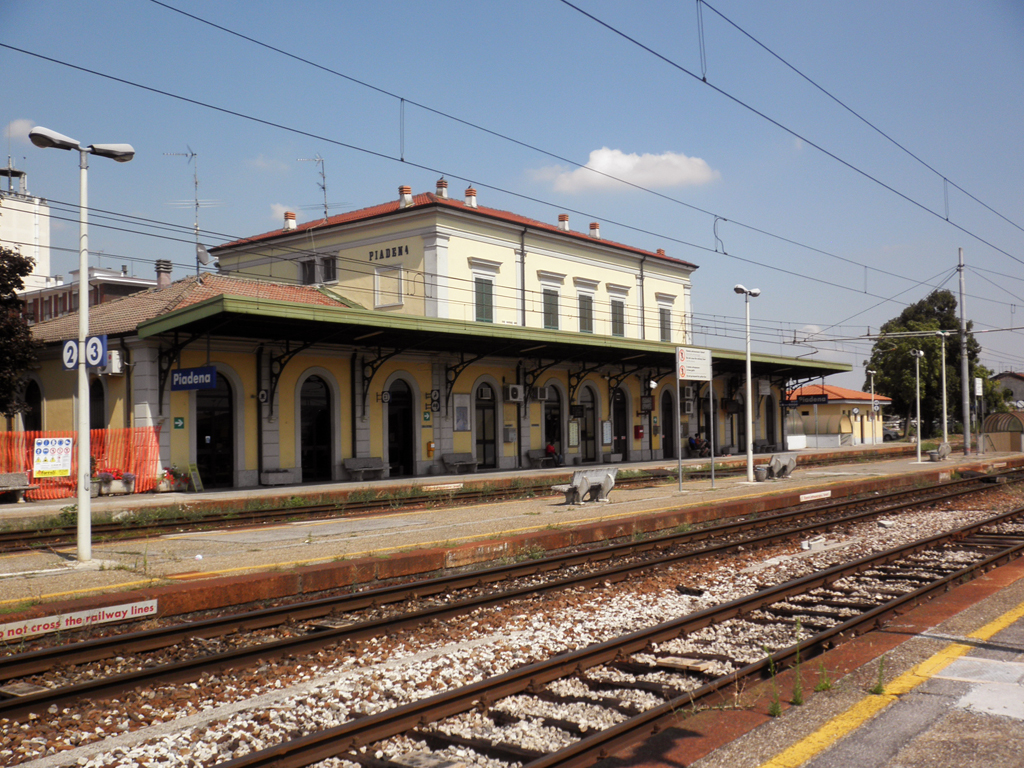
Il piazzale binari

La stazione di Piadena è una stazione ferroviaria situata nel comune di Piadena-Drizzona (CR), fungente da punto d'incrocio delle linee Brescia-Parma e Cremona-Mantova.

## Strutture e impianti
L'impianto, gestito da Rete Ferroviaria Italiana, dispone di un fabbricato viaggiatori che ospita al suo interno la biglietteria e la sala d'attesa.
Il piazzale binari è dotato di cinque binari passanti per il servizio passeggeri, muniti di tre banchine e collegati tramite un sottopassaggio. La stazione dispone anche di tre binari a servizio dello scalo merci, ormai inutilizzato un tempo raccordato con un vicino opificio.

## Movimento
La stazione è servita dai treni RegioExpress in servizio tra Milano e Mantova, e dai treni regionali delle relazioni Cremona-Mantova e Brescia-Parma. Tali relazioni sono operate da Trenord nell'ambito del contratto di servizio stipulato con la Regione Lombardia.
Il centro logistico della Trasporti Pesanti, aperto nel 2014 e raccordato con la stazione, genera un traffico merci intenso, soprattutto di materiali ferrosi e cereali, servito da relazioni gestite da diverse imprese ferroviarie quali CFI, DB Schenker Rail, Captrain e InRail.

## Servizi
La stazione dispone di:
- Biglietteria a sportello
- Servizi igienici
- Bar

## Interscambi
- Fermata autobus